# كين تاجيري
كين تاجيري (باليابانية: 田尻 健) (11 يونيو 1993 في مينوه في اليابان – )؛ هو لاعب كرة قدم ياباني سابق كان يلعب كحارس مرمى.

## وصلات خارجية
- كين تاجيري على موقع رابطة كرة القدم اليابانية للمحترفين (اليابانية)
- كين تاجيري على موقع قاعدة بيانات كرة القدم.إي يو (الإنجليزية)
- كين تاجيري على موقع Soccerway.com (الإنجليزية)
- كين تاجيري على موقع عالم كرة القدم.نت (الإنجليزية)
- كين تاجيري على موقع كووورة